# Kumo desu ga, Nani ka?
Kumo desu ga, Nani ka? (japanisch 蜘蛛ですが、なにか？) ist eine Roman- und Light-Novel-Serie des japanischen Autors Okina Baba mit Illustrationen von Tsukasa Kiryu, die seit 2015 in Japan erscheint. Sie wurde als Manga umgesetzt, der auf Deutsch als Ich bin eine Spinne, na und?! erscheint. Das Werk ist in die Genres Isekai, Comedy und Fantasy einzuordnen. 2021 erschien eine Adaption als Animeserie.

## Inhalt
Eine japanische Schülerin erwacht plötzlich inmitten zahlloser riesiger Spinnen, die aus ihren Eiern kriechen, und muss feststellen, dass sie selbst eine dieser Spinnen ist. Ihre Klasse kam bei einer Explosion ums Leben und wurde nun in dieser anderen Welt wiedergeboren. Das Mädchen muss sich schnell in dieser Welt und mit ihrem Körper zurechtfinden, denn ihre Artgenossen fressen sich bereits gegenseitig oder werden von einer gigantischen Spinne angegriffen. Sie flüchtet und muss lernen, ihre Nahrung selbst zu jagen. Dabei lernt sie, dass ihr Körper durch Fressen oder Kämpfe neue Fähigkeiten erwerben kann und sie in ihrem Level aufsteigt. Schließlich begegnet sie auch Menschen, die kaum größer sind als sie und gegen die die Spinne ebenfalls kämpfen muss, um zu überleben. Obwohl sie als Schülerin noch ein zurückgezogenes Leben führte, nimmt sie sich nun vor, alles zu geben, um zu überleben.

### Explosion und Reinkarnation
In einer mittelalterlichen Welt kämpfen Held und Dämonenfürst. Sie verwenden Dimensionsmagie. Jedoch wird die Transkription des Zaubers nur in der eigenen Welt durch „das System“ unterstützt. Das System erlaubt es Menschen und Monstern, Magie zu wirken, indem es die komplizierten Transkriptionen übernimmt. Es wurde von Administrator D entwickelt. Da das System aber nur in der mittelalterlichen Dimension funktioniert, zerfällt der Zauber in einer japanischen Schule im 21. Jahrhundert. Daraufhin sterben 25 Schüler. Die Administratorin D fühlt sich verantwortlich, weil sie das System entwickelt hat. Zudem war die Administratorin selbst im Klassenzimmer anwesend. Sie räumt ein, dass der Held und der Dämonenfürst möglicherweise einer Fraktion angehört haben, die die Administratoren verabscheuen und sie deshalb die Schule in unserer Dimension angriffen, weil sie dort anwesend war. Deshalb holt sie die Seelen der 25 Gestorbenen und reinkarniert sie mit Fähigkeiten, die zu ihnen passen, in ihrer Welt.

## Veröffentlichungen
Die von Okina Baba geschriebene Geschichte erschien zunächst ab 2015 auf der Plattform Shōsetsuka ni Narō. Ab Dezember des gleichen Jahres wurde die Serie dann mit Illustrationen von Tsukasa Kiryu versehen vom Verlag Fujimi Shobō als Buch herausgebracht. Die Reihe umfasst 16 Reguläre und ist abgeschlossen. Des Weiteren existieren zwei Extra-Bände. Eine englische Übersetzung wird von Yen On herausgegeben.
| Band | Veröffentlichung (japanisch) | ISBN (japanisch)       |
| ---- | ---------------------------- | ---------------------- |
| 1    | 10. Dez. 2015                | ISBN 978-4-04-070829-4 |
| 2    | 10. März 2016                | ISBN 978-4-04-070849-2 |
| 3    | 9. Juli 2016                 | ISBN 978-4-04-070942-0 |
| 4    | 8. Okt. 2016                 | ISBN 978-4-04-072062-3 |
| 5    | 10. Feb. 2017                | ISBN 978-4-04-072186-6 |
| 6    | 9. Juni 2017                 | ISBN 978-4-04-072325-9 |
| 7    | 10. Okt. 2017                | ISBN 978-4-04-072482-9 |
| 8    | 10. März 2018                | ISBN 978-4-04-072483-6 |
| 9    | 10. Juli 2018                | ISBN 978-4-04-072792-9 |
| 10   | 10. Jan. 2019                | ISBN 978-4-04-072794-3 |
| 11   | 10. Juli 2019                | ISBN 978-4-04-072795-0 |
| 12   | 10. Jan. 2020                | ISBN 978-4-04-072795-0 |
| 13   | 10. Juli 2020                | ISBN 978-4-04-073699-0 |
| EX   | 10. Dez. 2020                | ISBN 978-4-04-073564-1 |
| 14   | 9. Jan. 2021                 | ISBN 978-4-04-073926-7 |
| 15   | 10. Dez. 2021                | ISBN 978-4-04-074354-7 |
| 16   | 8. Jan. 2022                 | ISBN 978-4-04-074356-1 |
| EX   | 10. Feb. 2023                | ISBN 978-4-04-074852-8 |

Ebenfalls seit Dezember 2015 erscheint in Japan eine von Asahiro Kakashi gezeichnete Umsetzung des Stoffes als Manga. Die Serie erscheint beim Online-Magazin Young Ace Up von Kadokawa Shoten. Der Verlag bringt die Kapitel auch gesammelt in bisher 15 Bänden heraus (Stand: März 2025). Der sechste Band verkaufte sich innerhalb einer Woche über 40.000 Mal. Manga Cult veröffentlicht den Manga seit April 2019 in deutscher Übersetzung mit bisher 13 Bänden (Stand: Mai 2024). Eine englische Fassung erscheint bei Yen Press und eine spanische bei ECC Ediciones.
Im Unterschied zu den Light-Novel-Fassung und der späteren Anime-Adaption werden im Manga spätere Handlungsabschnitte, die die ebenfalls wiedergeborenen Klassenkameraden des Spinnenmädchens im Fokus hat, nicht aufgefasst.
| Band | Japanisch        | Japanisch              | Deutsch          | Deutsch                |
| Band | Veröffentlichung | ISBN                   | Veröffentlichung | ISBN                   |
| ---- | ---------------- | ---------------------- | ---------------- | ---------------------- |
| 1    | 9. Juli 2016     | ISBN 978-4-04-104551-0 | 10. Apr. 2019    | ISBN 978-3-96433-132-8 |
| 2    | 3. Dez. 2016     | ISBN 978-4-04-104885-6 | 12. Juni 2019    | ISBN 978-3-96433-154-0 |
| 3    | 9. Juni 2017     | ISBN 978-4-04-105646-2 | 14. Aug. 2019    | ISBN 978-3-96433-186-1 |
| 4    | 29. Dez. 2017    | ISBN 978-4-04-106395-8 | 4. Okt. 2019     | ISBN 978-3-96433-221-9 |
| 5    | 10. Juli 2018    | ISBN 978-4-04-107058-1 | 5. Dez. 2019     | ISBN 978-3-96433-234-9 |
| 6    | 10. Jan. 2019    | ISBN 978-4-04-107061-1 | 6. Feb. 2020     | ISBN 978-3-96433-249-3 |
| 7    | 10. Juli 2019    | ISBN 978-4-04-107059-8 | 18. März 2020    | ISBN 978-3-96433-287-5 |
| 8    | 3. März 2020     | ISBN 978-4-04-108936-1 | 4. März 2021     | ISBN 978-3-96433-303-2 |
| 9    | 10. Okt. 2020    | ISBN 978-4-04-109922-3 | 2. Sep. 2021     | ISBN 978-3-96433-451-0 |
| 10   | 9. Apr. 2021     | ISBN 978-4-04-109923-0 | 5. Mai 2022      | ISBN 978-3-96433-611-8 |
| 11   | 9. Nov. 2021     | ISBN 978-4-04-112021-7 | 1. Dez. 2022     | ISBN 978-3-96433-674-3 |
| 12   | 7. Okt. 2022     | ISBN 978-4-04-112966-1 | 3. Aug. 2023     | ISBN 978-3-96433-675-0 |
| 13   | 10. Juli 2023    | ISBN 978-4-04-113909-7 | 2. Mai 2024      | ISBN 978-3-96433-676-7 |
| 14   | 9. Apr. 2024     | ISBN 978-4-04-114829-7 |                  |                        |
| 15   | 10. März 2025    | ISBN 978-4-04-115941-5 |                  |                        |

Von 2019 bis 2023 erschien im gleichen Magazin ein Ableger als Manga, der später auch in sechs Sammelbänden herausgegeben wurde. Die von Gratinbird umgesetzte Serie wurde von Februar 2022 bis April 2024 auf Deutsch als Ich bin eine Spinne, na und? Die vier Schwestern  von Manga Cult herausgegeben. Sie erschien auch auf Englisch bei Yen Press.

## Anime
Es wurde am 6. Juli 2018 bekannt gegeben, dass die Mangareihe eine Anime-Adaption erhalten würde. Durch die Covid-19-Pandemie verspätete sich die Veröffentlichung der Animeserie und so ging die erste Episode am 8. Januar 2021 an den Start. Die 15 Episoden werden von Millepensee unter der Regie von Shin Itagaki animiert. Der erste Eröffnungssong ist Keep Weaving Your Spider Way, gesungen von Riko Azuna, während der erste Abspann Ganbare! Kumoko-san no Tēma (がんばれ！蜘蛛子さんのテーマ) ist, gesungen von Aoi Yūki.

### Episoden
| Nr. | Deutscher Titel                                    | Originaltitel                                                               | Erstausstrahlung Japan |
| --- | -------------------------------------------------- | --------------------------------------------------------------------------- | ---------------------- |
| 1   | Wiedergeburt in einer anderen Welt?                | 転生、異世界？ (Tensei, Isekai?)                                            | 8. Januar, 2021        |
| 2   | My Home brennt?                                    | マイホーム、炎上？ (Mai Hōmu, Enjō?)                                        | 15. Januar, 2021       |
| 3   | Erdwyrm (Drache), Ärger im Anmarsch?               | 地竜（龍）、ヤバい？ (Chiryū (Ryū), Yabai?)                                 | 22. Januar, 2021       |
| 4   | Affe, wa...?                                       | 猿、ホアー？ (Saru, Hoā?)                                                   | 29. Januar, 2021       |
| 5   | Schmeckt Wels lecker?                              | なまずって、おいしい？ (Namazutte, Oishii?)                                 | 5. Februar, 2021       |
| 6   | Der Held und der Dämonenkönig?                     | 勇者と、魔王？ (Yūsha to, Maō?)                                             | 12. Februar, 2021      |
| 7   | Für die Prinzen kommt der Frühling?                | 王子たち、青春する？ (Ōji-tachi, Seishun Suru?)                             | 19. Februar, 2021      |
| 8   | Bin ich tot?                                       | 私、死す？ (Watashi, Shisu?)                                                | 26. Februar, 2021      |
| 9   | Ich spreche kein Isekai?                           | アイキャントスピーク、イセカイゴ？ (Ai Kyanto Supīku, Isekaigo?)            | 5. März, 2021          |
| 10  | Wer ist dieser Opa?                                | このじじい、誰？ (Kono Jijī, Dare?)                                         | 12. März, 2021         |
| 11  | Als Nächstes steht der große Kampf an?             | 次回、決戦？ (Jikai, Kessen?)                                               | 19. März, 2021         |
| 12  | Mein Kampf hat gerade erst begonnen?               | 私の戦いは、これからだ？ (Watashi no Tatakai wa, Kore Kara da?)             | 26. März, 2021         |
| 13  | Juhu, die Außenwelt, bin ich jetzt frei?           | やったー、外だー 私は自由……だ？ (Yattā, Soto dā Watashi wa Jiyū ...... da?) | 9. April, 2021         |
| 14  | Du rebellierst? Ich bin bescheiden                 | おまえ反逆？ 私、自虐 (Omae Hangyaku? Watashi, Jigyaku)                     | 16. April, 2021        |
| 15  | Hat Mother diese nervigen Puppenspinnen geschickt? | マザー、からの厄介蜘蛛人形？ (Mazā, Kara no Yakkai Kumo Ningyō?)            | 23. April, 2021        |
| 16  | Bin ich etwas zu übermütig?                        | フライング、ゲット？ (Furaingu, Getto?)                                     | 30. Apr. 2021          |
| 17  | Was mache ich denn jetzt?                          | 私、なにしてる？ (Watashi, Nani Shiteru?)                                   | 7. Mai 2021            |
| 18  | Ihr seid schon fies, oder?                         | みんな、腹黒くね？ (Minna, Haraguroku ne?)                                  | 14. Mai 2021           |
| 19  | Das nennt man wohl ein Klassentreffen?             | ひらけ、同窓会？ (Hirake, Dōsōkai?)                                         | 21. Mai 2021           |
| 20  | Das ist jetzt aber nicht meine Schuld, oder?       | 私のせいじゃない、よね？ (Watashi no Sei ja nai, yo ne?)                    | 28. Mai 2021           |
| 21  | Ich bin also nicht mit von der Partie, ja?         | 私、出番ないってか？ (Watashi, Deban naitte ka?)                            | 4. Juni 2021           |
| 22  | Für immer ich?                                     | 私よ、に？ (Watashi yo, Towa ni?)                                           | 11. Juni 2021          |
| 23  | Wieso nur, mein alter Freund …?                    | 友よ、なぜおまえは……？ (Tomo yo, Naze Omae wa ......?)                      | 18. Juni 2021          |
| 24  | Ich bin immer noch eine Spinne, na und?            | まだ蜘蛛ですが、なにか？ (Mada Kumo Desu ga, Nanika?)                       | 25. Juni 2021          |

Alle deutschen Titel nach Crunchyroll. 

### Synchronisation
Die deutsche Synchronfassung entstand bei Hamburger Synchron unter der Regie von Martin May und Stephanie Damare und nach einem Dialogbuch von Christos Topulos.
| Rolle                                          | japanischer Sprecher (Seiyū)              | Deutscher Sprecher                |
| Hauptfiguren in der Haupthandlung              | Hauptfiguren in der Haupthandlung         | Hauptfiguren in der Haupthandlung |
| ---------------------------------------------- | ----------------------------------------- | --------------------------------- |
| „Ich“ (Shiraori)                               | Aoi Yūki (Serie) Sumire Uesaka (Vorschau) | Manuela Bäcker                    |
| Dämonenkönigin Ariel                           | Sumire Uesaka                             | Stephanie Damare                  |
| Sophia Keren (Negishi Shōko)                   | Ayana Taketatsu                           | Linda Fölster                     |
| Wrath (Sasajima Kyōya)                         | Ryōta Ōsaka                               | Robert Knorr                      |
| Merazophis                                     | Kenjiro Tsuda                             | Nils Rieke                        |
| Güliedistodiez (Kuro)                          | Daisuke Namikawa                          | Jens Wendland                     |
| D (Wakaba Hīro)                                | Saori Hayami                              | Kerstin Draeger                   |
| Hauptfiguren in der Vorausblende               |                                           |                                   |
| Schlain „Shun“ Zagan Analeit (Yamada Shunsuke) | Shun Horie                                | Benjamin Stolz                    |
| Karnatia „Katia“ Seri Anabald (Ooshima Kanata) | Nao Toyama                                | Nina Witt                         |
| Feirune (Shinohara Mirei)                      | Eri Kitamura                              | Elise Eikermann                   |
| Suelecia „Sue“ Analeit                         | Yui Ogura                                 | Saskia Bellahn                    |
| Filimøs Harrifenas (Kanami Okazami)            | Kaya Okuno                                | Arlette Stanschus                 |
| Hugo Baint Renxandt (Kengo Natsume)            | Kaito Ishikawa                            | Ivo Möller                        |
| Yuri Ullen (Hasebe Yuika)                      | Aimi Tanaka                               | Leoni Oeffinger                   |
| Tagawa Kunihiko                                | Sōma Saitō                                | Tim Kreuer                        |
| Kushitani Asaka                                | Ayane Sakura                              | Nadine Wöbs                       |
| Sajin (Kusama Shinobu)                         | Nobunaga Shimazaki                        |                                   |
| Nebenfiguren                                   |                                           |                                   |
| Julius Zagan Analeit                           | Junya Enoki                               | Marek Harloff                     |
| Hyrince Quarto                                 | Kazuyuki Okitsu                           | Toni Michael Sattler              |
| Anna                                           | Larissa Tago Takeda                       | Julia Fölster                     |
| Ronandt Orozoi                                 | Nobuo Tobita                              | Achim Buch                        |